# آمبوهیمیراری
آمبوهیمیراری (به لاتین: Ambohimirary) یک منطقهٔ مسکونی در ماداگاسکار است که در آنالامانگا واقع شده‌است. آمبوهیمیراری ۱۰۰ کیلومتر مربع مساحت و ۷٬۲۶۱ نفر جمعیت دارد و ۱٬۳۵۰ متر بالاتر از سطح دریا واقع شده‌است.